# Munetaka Higuchi
Munetaka Higuchi (樋口 宗孝?, Higuchi Munetaka; Nara, 24 dicembre 1958 – Osaka, 30 novembre 2008) è stato un batterista giapponese.

## Biografia
Esordì professionalmente nel 1977 con i Lazy, gruppo j-rock fondato nel 1973 da Hironobu Kageyama, Akira Takasaki e Hiroyuki Tanaka. Pur guadagnando notorietà in patria Higuchi manifestò più volte insoddisfazione del genere intrapreso finché, nel febbraio 1981, abbandonò il gruppo per fondare assieme a Takasaki un nuovo progetto chiamato Loudness.
Dopo oltre dieci anni di militanza, in cui contribuì in maniera significativa al successo del gruppo] e allo sviluppo dell'heavy metal in Giappone, Higuchi abbandonò i Loudness per entrare negli SLY, gruppo fondato da Minoru Niihara. Riprese inoltre l'attività solista pubblicando nel 1997 l'album Free World, che vide la partecipazione di personalità note come Steve Vai, Ronnie James Dio e Richie Kotzen. Nel 1998 partecipò alla reunion dei Lazy, mentre tre anni dopo si riunì ai Loudness, con i quali continuò l'attività fino all'aprile 2008, quando gli fu diagnosticato un cancro al fegato che lo condurrà alla morte il 30 novembre dello stesso anno.

## Discografia

### Solista
- 1983 - DESTRUCTION ~破壊凱旋録~
- 1997 - Free World
- 2006 - Munetaka Higuchi Drum Collection

### Lazy
- 1978 - This is the Lazy
- 1978 - Dream a Dream
- 1979 - Rock a Diamond
- 1980 - Lazy V
- 1980 - Earth Ark (宇宙船地球号)
- 1998 - Happy Time
- 2002 - Earth Ark II

### Loudness
- 1981 - THE BIRTHDAY EVE ～誕生前夜～
- 1982 - DEVIL SOLDIER ～戦慄の奇跡～
- 1983 - THE LAW OF DEVIL'S LAND 〜魔界典章〜
- 1984 - Disillusion - English version
- 1984 - DISILLUSION (〜撃剣霊化〜)
- 1985 - Thunder in the East
- 1986 - Shadows of War
- 1986 - Lightning Strikes
- 1987 - Hurricane Eyes - English Version
- 1987 - Hurricane Eyes - Japanese Version
- 1989 - Soldier of Fortune
- 1991 - On the Prowl
- 1992 - Loudness
- 2001 - SPIRITUAL CANOE ～輪廻転生～
- 2001 - THE PANDEMONIUM ～降臨幻術～
- 2002 - Biosphere
- 2004 - TERROR ～剥離～
- 2004 - RACING ～音速～
- 2005 - Racing - English Version
- 2006 - Breaking the Taboo
- 2008 - Metal Mad
- 2009 - THE EVERLASTING ～魂宗久遠～

### SLY
- 1994 - Sly
- 1995 - Loner
- 1995 - Dreams of Dust
- 1996 - Key
- 1998 - Vulcan Wind